# Exideuil-sur-Vienne
Pour l’article ayant un titre homophone, voir Excideuil dans le département de la Dordogne.
Exideuil-sur-Vienne, précédemment nommée Exideuil jusqu'en 2018, est une commune française située dans le département de la Charente (région Nouvelle-Aquitaine).
Ses habitants sont les Exideuillais et les Exideuillaises.

## Géographie

### Localisation et accès

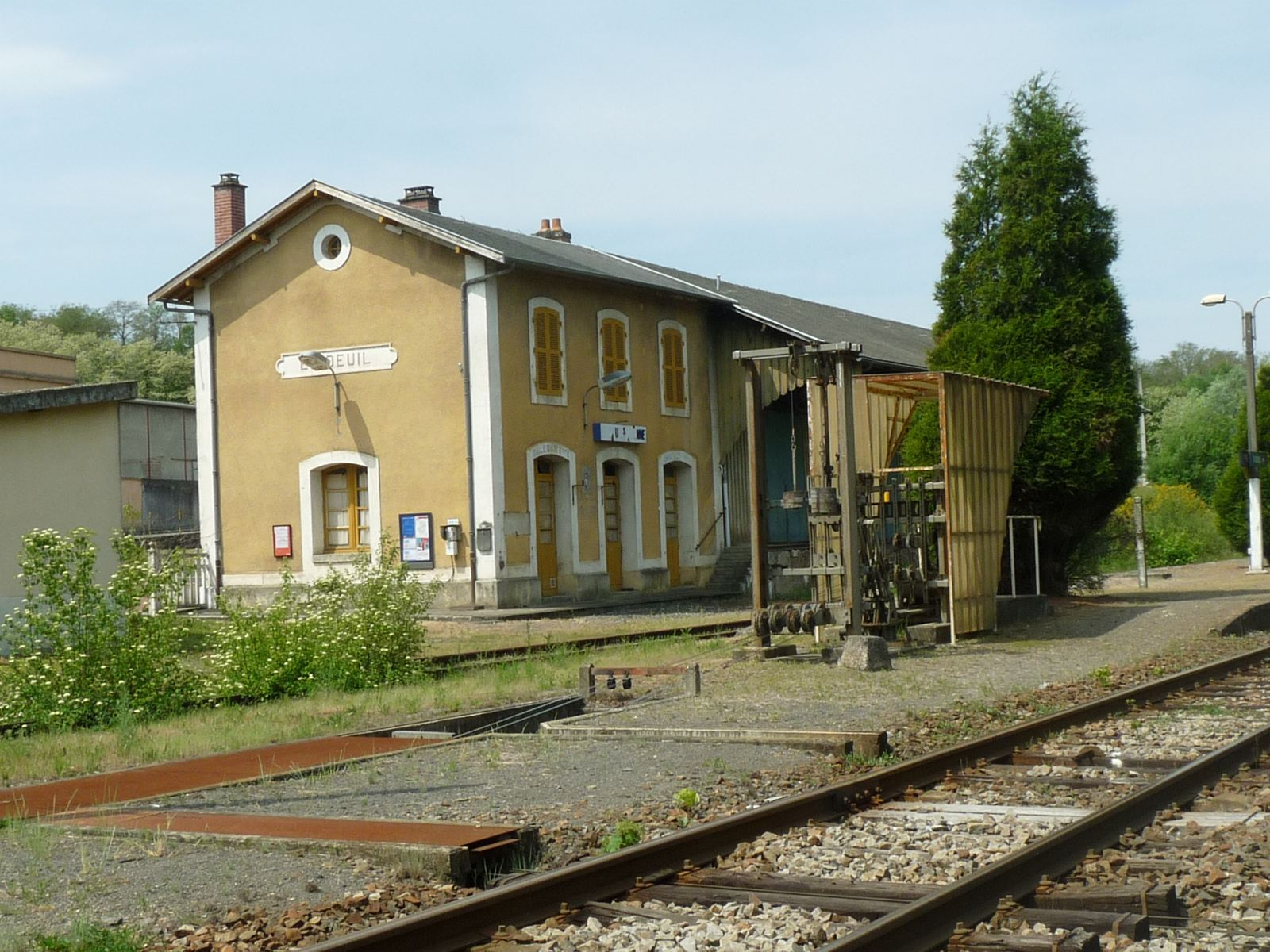
La gare d'Exideuil-sur-Vienne.

Exideuil-sur-Vienne est une commune de la Charente limousine située à 4 kilomètres à l'ouest de Chabanais, chef-lieu de son canton, au bord de la Vienne.
La commune est à 7 km de Roumazières-Loubert, 14 km de Confolens, 46 km de Limoges et 48 km d'Angoulême.
La N 141, route d'Angoulême à Limoges et maillon de la route Centre-Europe Atlantique, traverse la commune d'ouest en est et passe à 2 km au sud du bourg. Le bourg est desservi par des routes départementales de moindre importance qui le relient aux communes voisines, comme la D 165 qui franchit la Vienne en direction de Manot, et la D 370 qui la longe en direction de Chabanais à l'est et La Péruse à l'ouest. La D 190 va vers le sud en direction de Saint-Quentin et la D 165 vers le sud-ouest en direction de Suris.
La ligne Angoulême - Limoges traverse la commune qui y possède une gare, desservie par des TER à destination d'Angoulême et de Limoges.

### Hameaux et lieux-dits
La commune comporte de nombreux petits hameaux et fermes. On peut citer, au sud : Condillac, Villeneuve, Loubignac, le long de la nationale : Montauban, Chante-Alouette, Lafachie, à l'est du bourg : le Puy et Fromenteau, à l'ouest : Masmoussou, la Maison Rouge, Vouvet, et enfin, sur la rive droite de la Vienne, Coldebouye, Agnas, et Rambaudie.

### Communes limitrophes
Les communes limitrophes sont  Chabanais, Chirac, Manot, Saint-Quentin-sur-Charente et Terres-de-Haute-Charente.
| Manot                    | Chirac                     |           |
| Terres-de-Haute-Charente | Exideuil-sur-Vienne        | Chabanais |
|                          | Saint-Quentin-sur-Charente |           |

### Géologie et relief
Comme toute la partie nord-est du département de la Charente qu'on appelle la Charente limousine, la commune d'Exideuil-sur-Vienne se trouve sur le plateau du Limousin, partie occidentale du Massif central, composé de roches cristallines et métamorphiques, relique de la chaîne hercynienne.
Le granit et la diorite occupent une grande partie de la commune, au nord de la route nationale, granit à l'ouest et diorite à l'est. Le sud de la commune est occupé par du gneiss. Sur les hauteurs on trouve du sable argileux et des graviers,,.
La commune se trouve aussi dans l'emprise du cratère de la météorite de Rochechouart.
La commune occupe la vallée de la Vienne et ses deux versants. Le versant nord est plus abrupt que le sud. Le territoire communal culmine à 243 m sur sa limite sud-ouest, à Condillac. Le point le plus bas, 140 m, est situé le long de la Vienne à la sortie de la commune. Le bourg est à environ 152 m d'altitude.

### Hydrographie

#### Réseau hydrographique
La commune est située pour partie dans le bassin versant de la Charente au sein  du Bassin Adour-Garonne et pour partie dans  la région hydrographique de « la Loire de la Vienne (c) à la Maine (nc) », une partie du Bassin de la Loire, au sein  du Bassin Loire-Bretagne. Elle est drainée par la Vienne, la Soulène les Vergnes et par divers petits cours d'eau, qui constituent un réseau hydrographique de 23 km de longueur totale,.
La Vienne traverse la commune. D'une longueur totale de 363,3 km, elle prend sa source en Corrèze, sur le plateau de Millevaches, dans la commune de Volx et se jette  dans la Loire dans la Corrèze, à Saint-Setiers, après avoir traversé 99 communes.
De nombreux petits ruisseaux y affluent, dont au sud la Soulène qui passe au bourg, et au nord le Riollet. Le ruisseau des Vergnes se jette dans la Soulène. Le territoire dont le sol est imperméable comprend aussi de nombreux petits étangs et retenues.

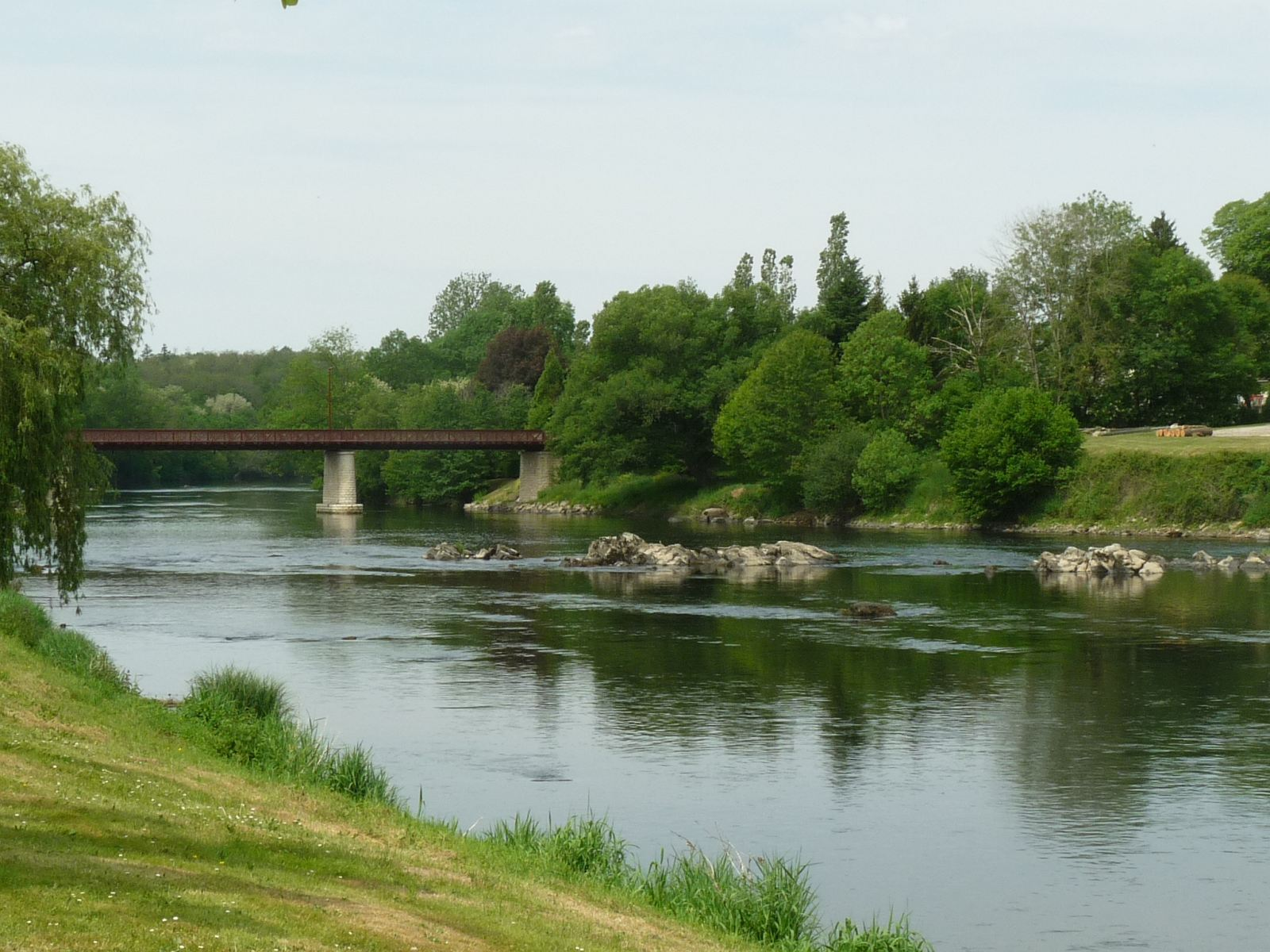
La Vienne et le pont.
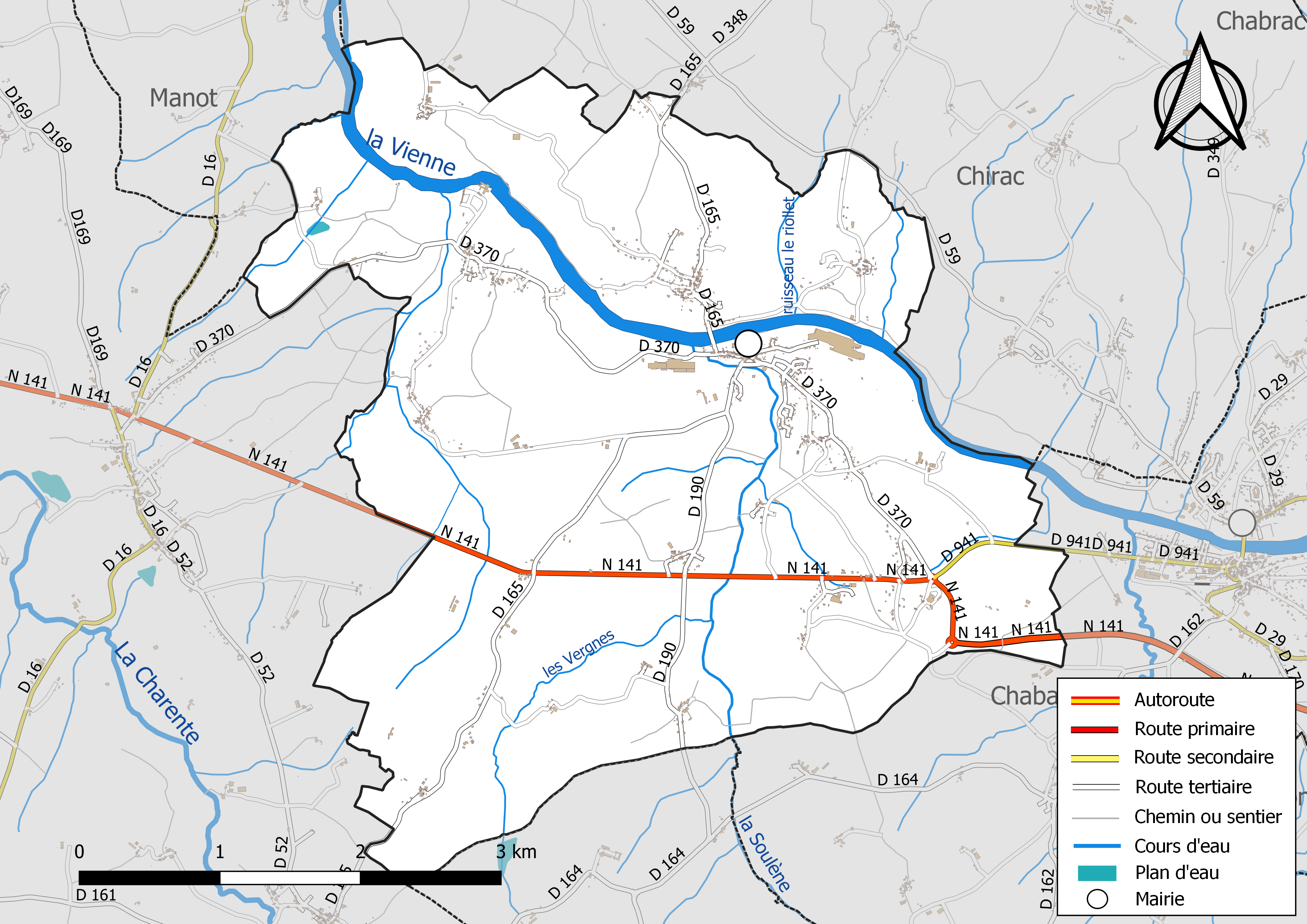
Réseaux hydrographique et routier d'Exideuil-sur-Vienne

#### Gestion des eaux
Le territoire communal est couvert par le schéma d'aménagement et de gestion des eaux (SAGE) « Vienne ». Ce document de planification, dont le territoire correspond au bassin du bassin de la Vienne, d'une superficie de 7 060 km2, a été approuvé le 1er juin 2006. La structure porteuse de l'élaboration et de la mise en œuvre est l'établissement public territorial de bassin Vienne. Il définit sur son territoire les objectifs généraux d’utilisation, de mise en valeur et de protection quantitative et qualitative des ressources en eau superficielle et souterraine, en respect des objectifs de qualité définis dans le troisième SDAGE  du Bassin Loire-Bretagne qui couvre la période 2022-2027, approuvé le 18 mars 2022.

### Climat
Le climat est océanique dégradé. C'est celui de la Charente limousine, plus humide et plus frais que celui du reste du département.

## Urbanisme

### Typologie
Au 1er janvier 2024, Exideuil-sur-Vienne est catégorisée commune rurale à habitat dispersé, selon la nouvelle grille communale de densité à 7 niveaux définie par l'Insee en 2022.
Elle est située hors unité urbaine et hors attraction des villes,.

### Occupation des sols
L'occupation des sols de la commune, telle qu'elle ressort de la base de données européenne d’occupation biophysique des sols Corine Land Cover (CLC), est marquée par l'importance des territoires agricoles (69,3 % en 2018), en diminution par rapport à 1990 (77,7 %). La répartition détaillée en 2018 est la suivante : 
prairies (35 %), zones agricoles hétérogènes (32,8 %), forêts (15,4 %), zones urbanisées (9,5 %), eaux continentales (3,7 %), mines, décharges et chantiers (2,1 %), terres arables (1,5 %). L'évolution de l’occupation des sols de la commune et de ses infrastructures peut être observée sur les différentes représentations cartographiques du territoire : la carte de Cassini (XVIIIe siècle), la carte d'état-major (1820-1866) et les cartes ou photos aériennes de l'IGN pour la période actuelle (1950 à aujourd'hui).

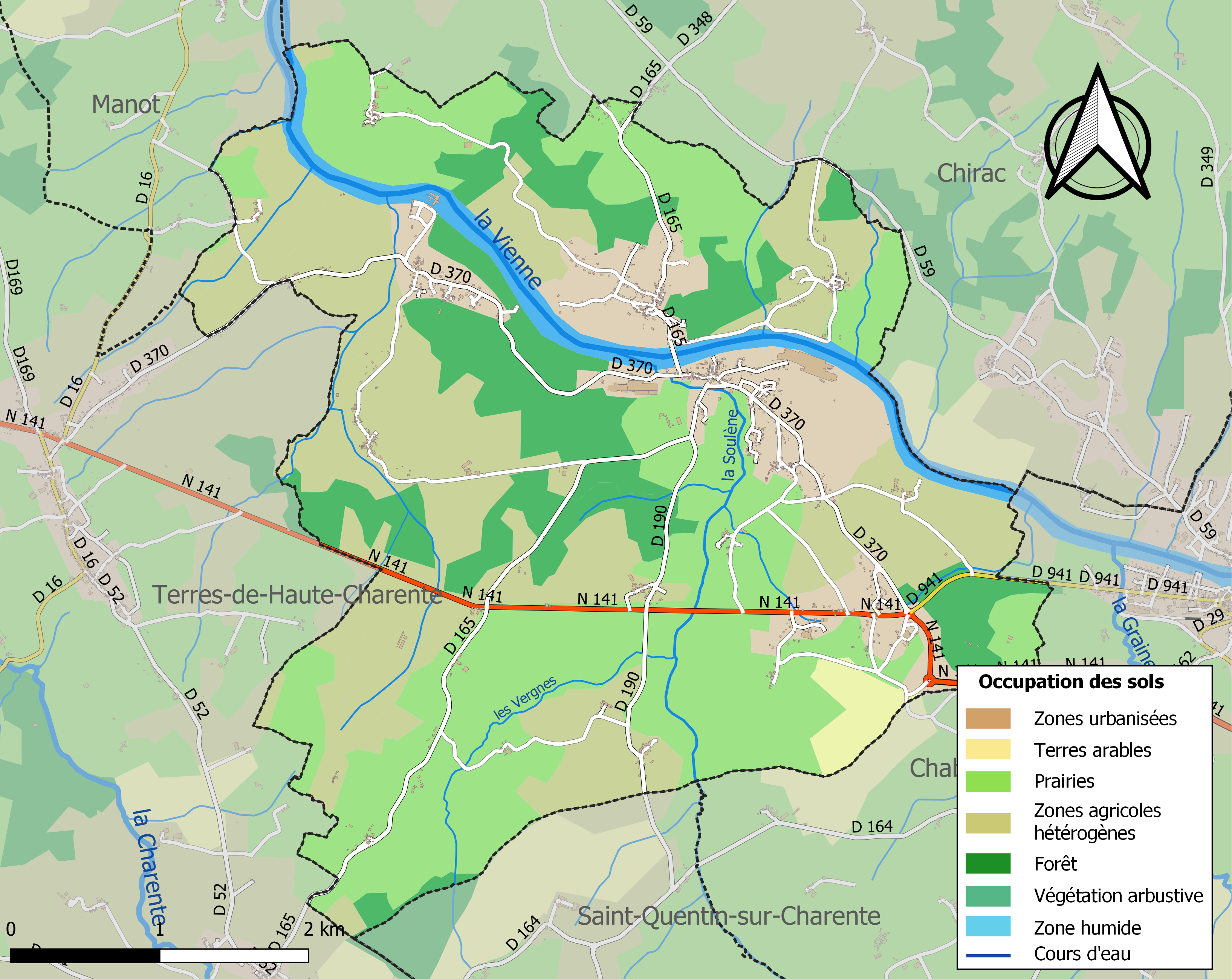
Carte des infrastructures et de l'occupation des sols de la commune en 2018 (CLC).

### Risques majeurs
Le territoire de la commune d'Exideuil-sur-Vienne est vulnérable à différents aléas naturels : météorologiques (tempête, orage, neige, grand froid, canicule ou sécheresse), inondations et séisme (sismicité faible). Il est également exposé à deux risques technologiques, le transport de matières dangereuses et la rupture d'un barrage, et à un risque particulier : le risque de radon. Un site publié par le BRGM permet d'évaluer simplement et rapidement les risques d'un bien localisé soit par son adresse soit par le numéro de sa parcelle.

#### Risques naturels
Certaines parties du territoire communal sont susceptibles d’être affectées par le risque d’inondation par débordement de cours d'eau, notamment la Vienne. La commune a été reconnue en état de catastrophe naturelle au titre des dommages causés par les inondations et coulées de boue survenues en 1982, 1983, 1993, 1995 et 1999,.

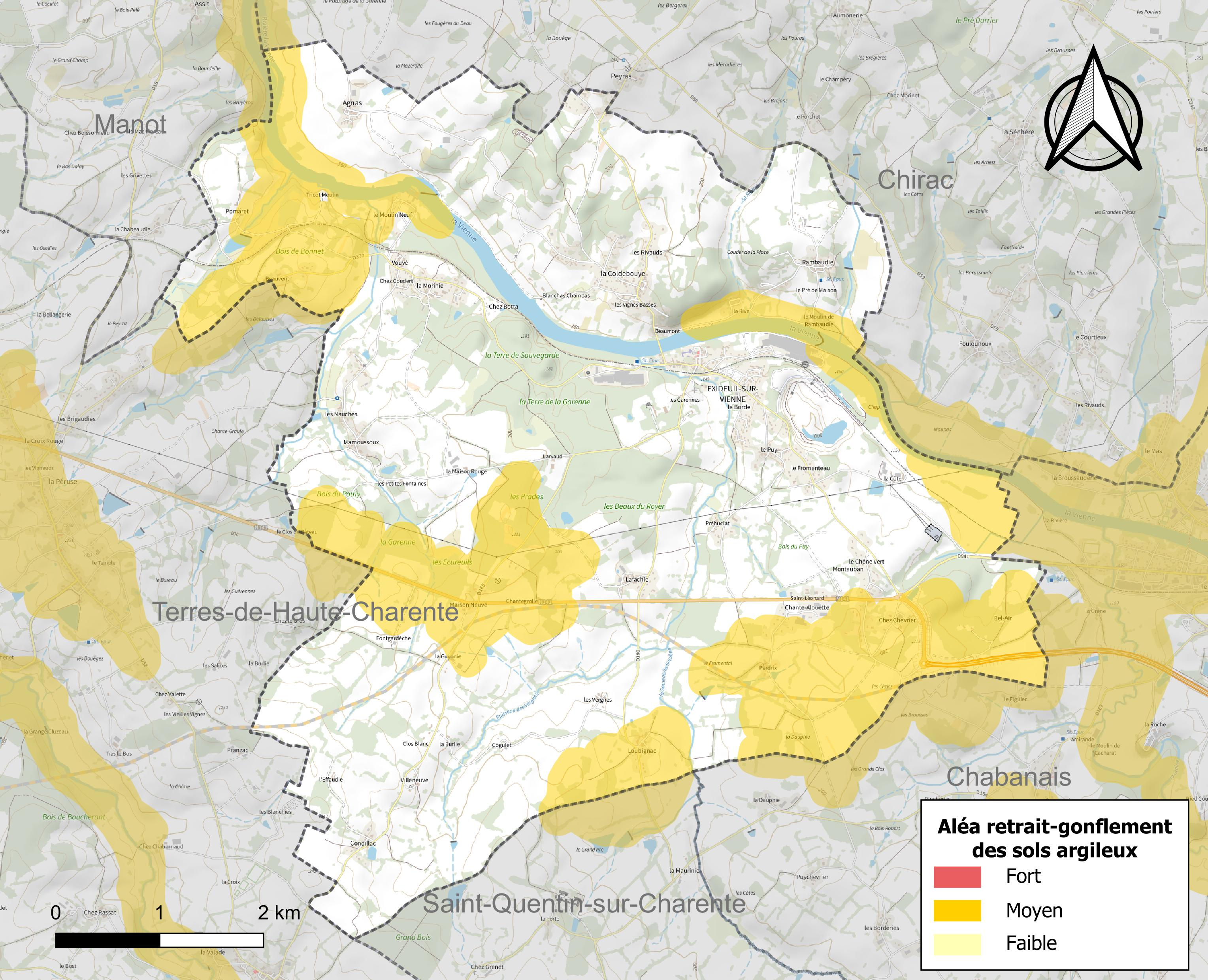
Carte des zones d'aléa retrait-gonflement des sols argileux d'Exideuil-sur-Vienne.

Le retrait-gonflement des sols argileux est susceptible d'engendrer des dommages importants aux bâtiments en cas d’alternance de périodes de sécheresse et de pluie. 27 % de la superficie communale est en aléa moyen ou fort (67,4 % au niveau départemental et 48,5 % au niveau national). Sur les 656 bâtiments dénombrés sur la commune en 2019, 85 sont en aléa moyen ou fort, soit 13 %, à comparer aux 81 % au niveau départemental et 54 % au niveau national. Une cartographie de l'exposition du territoire national au retrait gonflement des sols argileux est disponible sur le site du BRGM,.
Par ailleurs, afin de mieux appréhender le risque d’affaissement de terrain, l'inventaire national des cavités souterraines permet de localiser celles situées sur la commune.
Concernant les mouvements de terrains, la commune a été reconnue en état de catastrophe naturelle au titre des dommages causés par des mouvements de terrain en 1999.

#### Risques technologiques
Le risque de transport de matières dangereuses sur la commune est lié à sa traversée par une ou des infrastructures routières ou ferroviaires importantes ou la présence d'une canalisation de transport d'hydrocarbures. Un accident se produisant sur de telles infrastructures est susceptible d’avoir des effets graves sur les biens, les personnes ou l'environnement, selon la nature du matériau transporté. Des dispositions d’urbanisme peuvent être préconisées en conséquence.
La commune est en outre située en aval des barrages de Lavaud-Gelade et Vassivière, des ouvrages de classes A. À ce titre elle est susceptible d’être touchée par l’onde de submersion consécutive à la rupture de cet ouvrage.

#### Risque particulier
Dans plusieurs parties du territoire national, le radon, accumulé dans certains logements ou autres locaux, peut constituer une source significative d’exposition de la population aux rayonnements ionisants. Certaines communes du département sont concernées par le risque radon à un niveau plus ou moins élevé. Selon la classification de 2018, la commune d'Exideuil-sur-Vienne est classée en zone 3, à savoir zone à potentiel radon significatif.

## Toponymie
Le nom de la localité est attesté sous la forme Exidolio (non datée).
Comme son homonyme Excideuil en Dordogne, il s'agit d'une formation toponymique gauloise, composée d'un élément obscur *Exito auquel est apposé le suffixe gaulois -ialo signifiant « clairière, champ »,. En réalité les sources plus récentes démontrent qu'il n'y a pas de suffixe -ialo, mais un appellatif ialon « lieu défriché » > « clairière, village ».
La commune est renommée Exideuil-sur-Vienne en 2018.

### Langues
La commune est dans la partie occitane de la Charente qui en occupe le tiers oriental, et le dialecte est limousin.
Elle se nomme Eissiduelh en occitan.

## Histoire
Les plus anciens registres paroissiaux remontent à 1606.
Le château de la Chétardie marque l'histoire de la commune. Construit au XVIIe siècle, il vit naître en 1636 l'abbé de la Chétardie, devenu curé de Saint-Sulpice à Paris, et en 1705 son neveu le marquis Joachim de La Chétardie. Madame de Sévigné, déjà âgée, serait venue en visite au château.
Au début du XXe siècle, la commune comptait déjà les deux fabriques de carton ondulé, la fabrique de papier de paille du Moulin Neuf, la carrière de granit de Saint-Éloi et une carrière d'argile réfractaire. L'industrie a été favorisée par la force motrice de la Vienne et l'arrivée de la ligne d'Angoulême à Limoges en 1875. Le développement de la papeterie-cartonnerie s'inscrit aussi dans celui de la haute vallée de la Vienne en amont de Confolens jusqu'à Eymoutiers.
En 1939, tout le village lorrain de Bining est évacué à Exideuil.

## Politique et administration

### Liste des maires
| Période                                  | Période  | Identité               | Étiquette | Qualité           |
| ---------------------------------------- | -------- | ---------------------- | --------- | ----------------- |
| 1989                                     | En cours | Jean-François Duvergne | PS        | Agent de maîtrise |
| Les données manquantes sont à compléter. |          |                        |           |                   |

### Politique environnementale
Dans son palmarès 2024, le Conseil national de villes et villages fleuris de France a attribué une fleur à la commune.

## Démographie

### Évolution démographique
L'évolution du nombre d'habitants est connue à travers les recensements de la population effectués dans la commune depuis 1793. Pour les communes de moins de 10 000 habitants, une enquête de recensement portant sur toute la population est réalisée tous les cinq ans, les populations de référence des années intermédiaires étant quant à elles estimées par interpolation ou extrapolation. Pour la commune, le premier recensement exhaustif entrant dans le cadre du nouveau dispositif a été réalisé en 2007.

En 2022, la commune comptait 1 028 habitants, en évolution de +0,29 % par rapport à 2016 (Charente : −0,48 %, France hors Mayotte : +2,11 %).
| 1793  | 1800  | 1806  | 1821  | 1831  | 1841  | 1846  | 1851  | 1856  |
| ----- | ----- | ----- | ----- | ----- | ----- | ----- | ----- | ----- |
| 1 231 | 1 230 | 1 190 | 1 284 | 1 615 | 1 280 | 1 327 | 1 346 | 1 312 |

| 1861  | 1866  | 1872  | 1876  | 1881  | 1886  | 1891  | 1896  | 1901  |
| ----- | ----- | ----- | ----- | ----- | ----- | ----- | ----- | ----- |
| 1 167 | 1 218 | 1 188 | 1 286 | 1 266 | 1 360 | 1 407 | 1 336 | 1 375 |

| 1906  | 1911  | 1921  | 1926  | 1931  | 1936  | 1946  | 1954  | 1962  |
| ----- | ----- | ----- | ----- | ----- | ----- | ----- | ----- | ----- |
| 1 417 | 1 396 | 1 244 | 1 286 | 1 262 | 1 270 | 1 116 | 1 070 | 1 116 |

| 1968  | 1975  | 1982  | 1990  | 1999  | 2006  | 2007  | 2012  | 2017  |
| ----- | ----- | ----- | ----- | ----- | ----- | ----- | ----- | ----- |
| 1 135 | 1 212 | 1 115 | 1 039 | 1 019 | 1 049 | 1 053 | 1 051 | 1 014 |

| 2022  | - | - | - | - | - | - | - | - |
| ----- | - | - | - | - | - | - | - | - |
| 1 028 | - | - | - | - | - | - | - | - |

### Pyramide des âges
La population de la commune est relativement âgée.
En 2018, le taux de personnes d'un âge inférieur à 30 ans s'élève à 25,9 %, soit en dessous de la moyenne départementale (30,2 %). À l'inverse, le taux de personnes d'âge supérieur à 60 ans est de 35,1 % la même année, alors qu'il est de 32,3 % au niveau départemental.
En 2018, la commune comptait 510 hommes pour 504 femmes, soit un taux de 50,3 % d'hommes, légèrement supérieur au taux départemental (48,41 %).
Les pyramides des âges de la commune et du département s'établissent comme suit.
| Hommes | Classe d’âge | Femmes |
| ------ | ------------ | ------ |
| 1,4    | 90 ou +      | 1,6    |
| 8,1    | 75-89 ans    | 11,4   |
| 23,8   | 60-74 ans    | 24,1   |
| 24,5   | 45-59 ans    | 22,4   |
| 15,1   | 30-44 ans    | 15,8   |
| 12,0   | 15-29 ans    | 9,5    |
| 15,2   | 0-14 ans     | 15,2   |

| Hommes | Classe d’âge | Femmes |
| ------ | ------------ | ------ |
| 1      | 90 ou +      | 2,7    |
| 9,2    | 75-89 ans    | 12     |
| 20,6   | 60-74 ans    | 21,3   |
| 20,7   | 45-59 ans    | 20,3   |
| 16,8   | 30-44 ans    | 16     |
| 15,6   | 15-29 ans    | 13,4   |
| 16,1   | 0-14 ans     | 14,3   |

## Économie

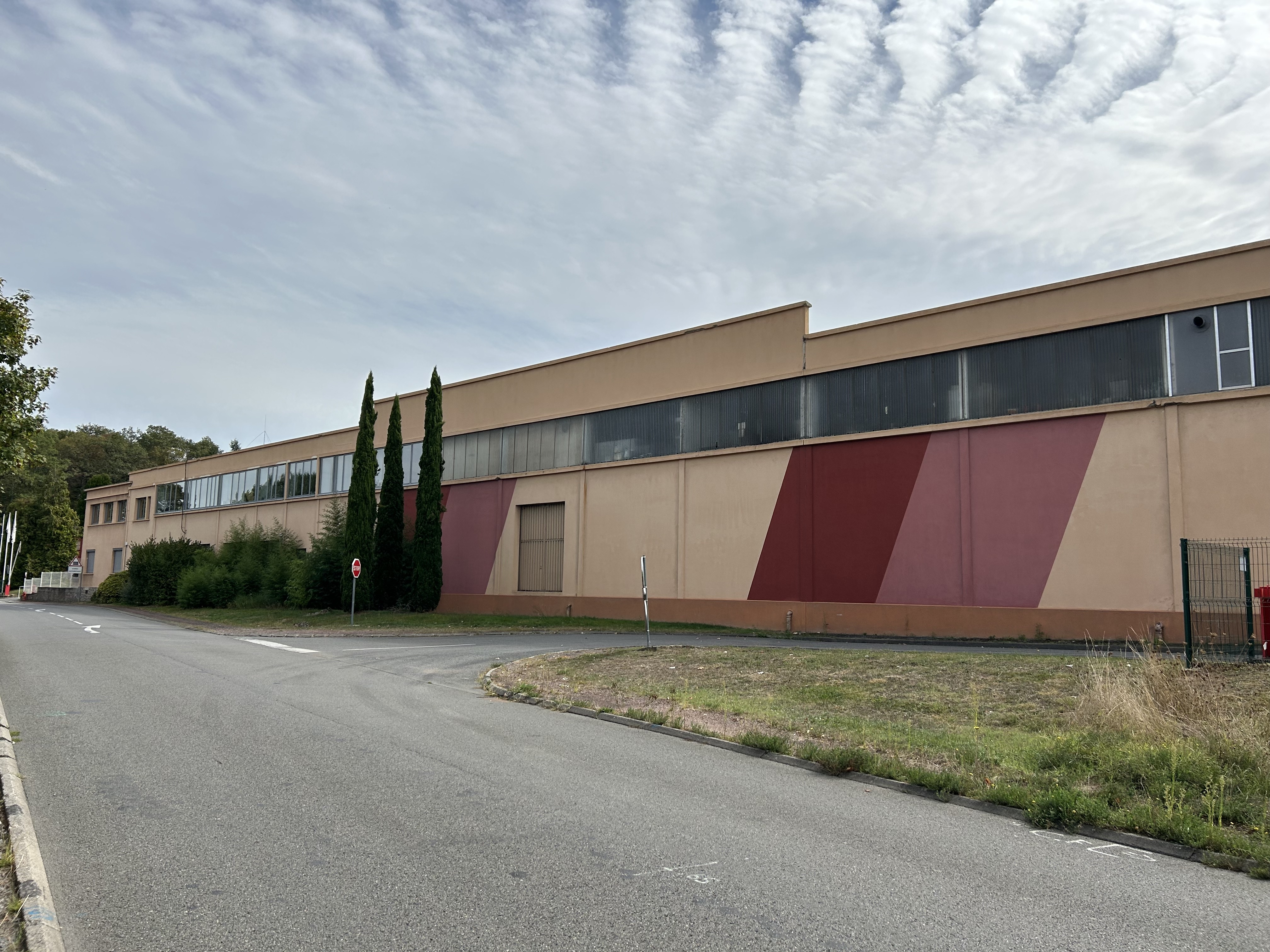
Cartonnerie industrielle.

### Industrie
- Usine de carton ondulé SOFPO
- Usine de carton ondulé SAICA

## Équipements, services et vie locale

### Enseignement
Exideuil-sur-Vienne possède une école primaire comprenant quatre classes.
Le secteur du collège est Chabanais.

### Sports, activités et loisirs
- Club de football JS Exideuil
- Canoé-kayak sur la Vienne
- La chorale OPACAD, qui se produit chaque année à travers la France et l'Europe. Cette dernière a par exemple participé à la messe à la Sagrada Família à Barcelone[Quand ?].

## Culture locale et patrimoine

### Lieux et monuments
- Le château de la Chétardie, inscrit monument historique depuis 1973[42].
- L'église paroissiale Saint-André date de la fin du XIIe siècle. Elle est classée monument historique depuis 1964[43]. Elle possède des fonts baptismaux datant du XIIIe siècle, classés monument historique au titre objet depuis 1964[44].

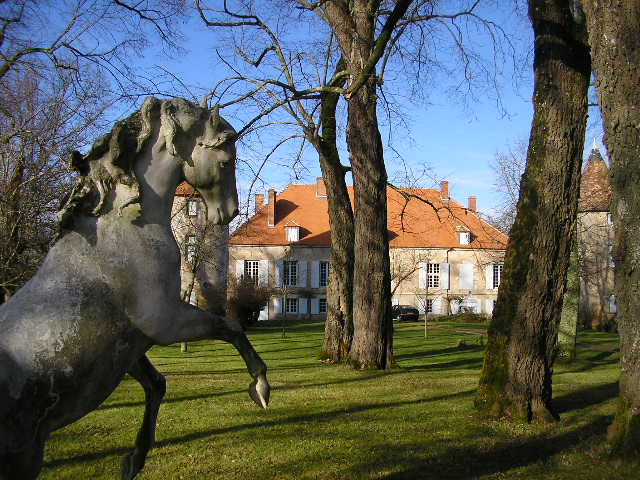
Le château de la Chétardie.
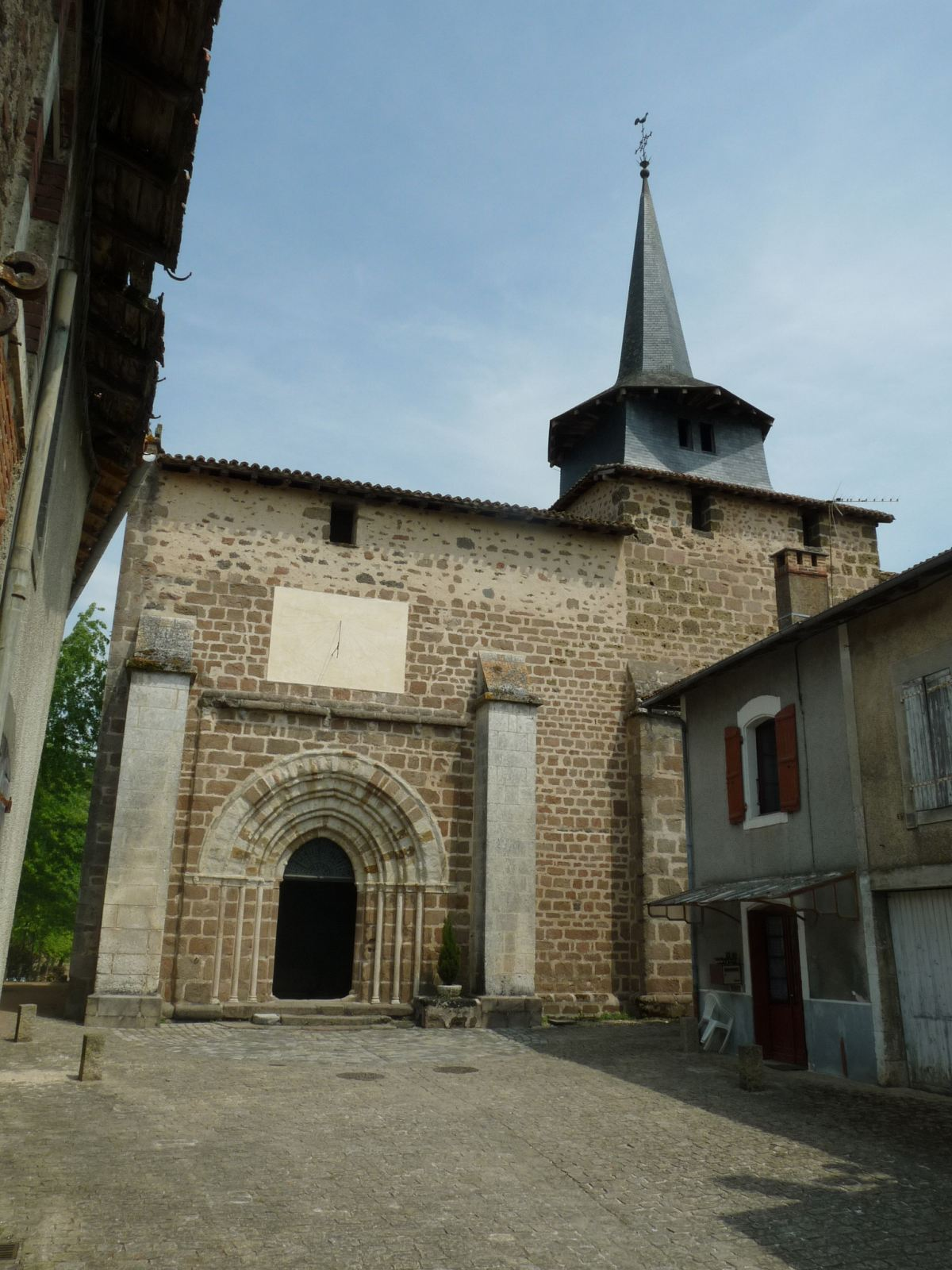
L'entrée de l'église.
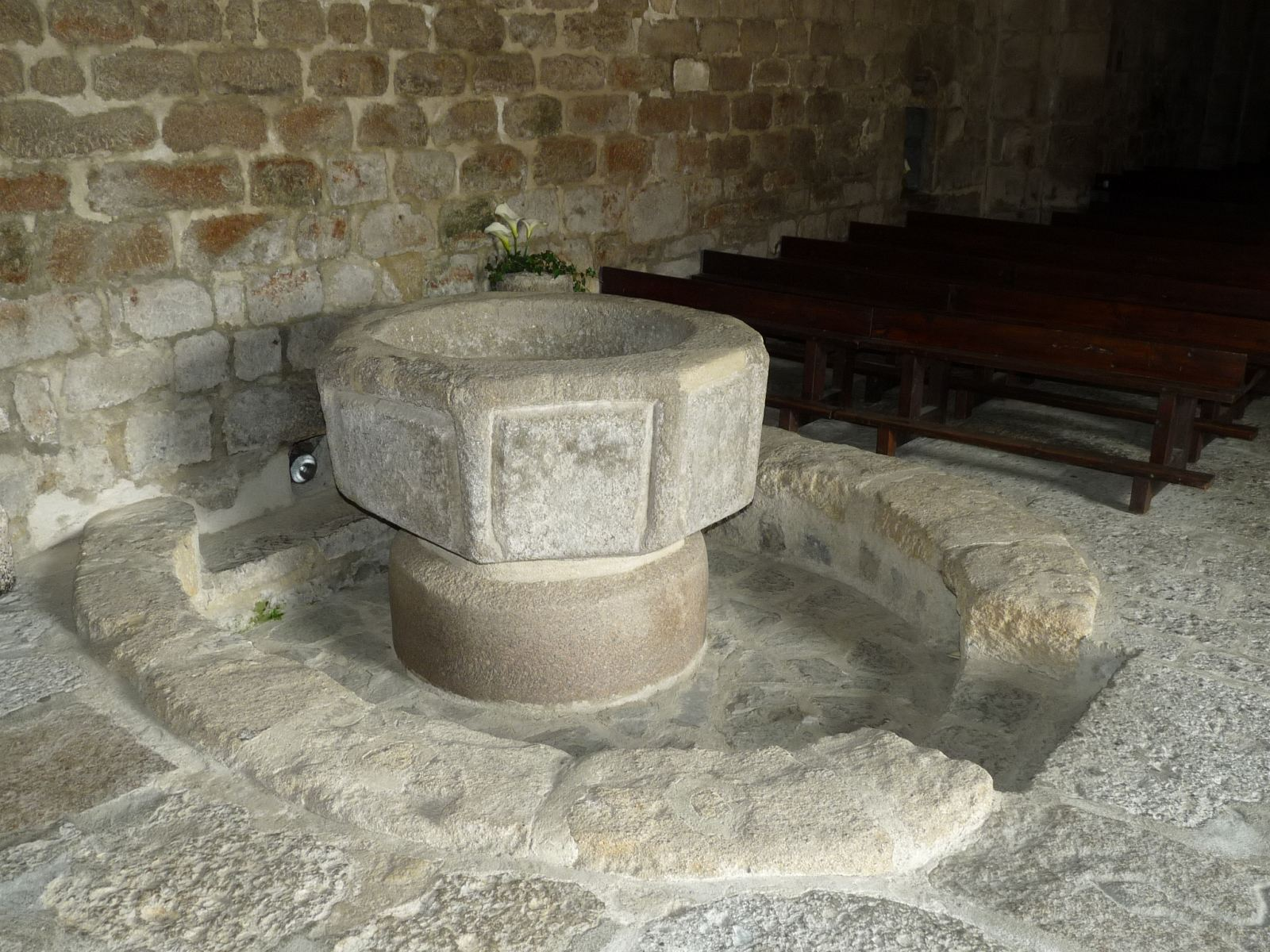
Les fonts baptismaux.
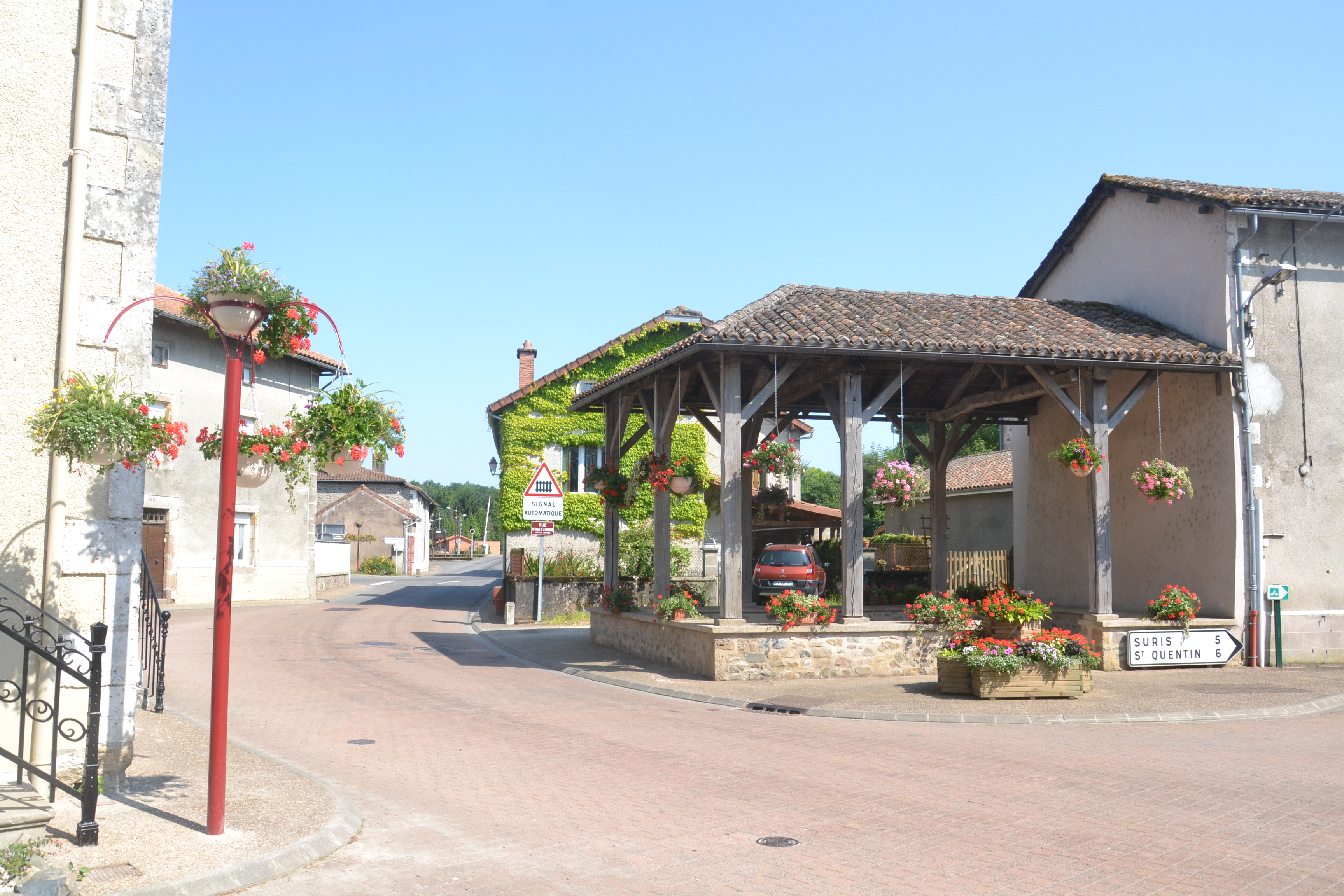
Halle.

### Personnalités liées à la commune
- Jacques-Joachim Trotti de la Chétardie (1705-1759), officier, diplomate et écrivain français.
- Paul Galmiche, (1914-2004), rhumatologue considéré comme le pionnier de la podologie.